# Kuntong (sockenhuvudort i Kina, Zhejiang Sheng, lat 30,76, long 119,79)
Kuntong är en sockenhuvudort i Kina. Den ligger i provinsen Zhejiang, i den östra delen av landet, omkring 67 kilometer nordväst om provinshuvudstaden Hangzhou. Antalet invånare är 12 703. Befolkningen består av 6 337 kvinnor och 6 366 män. Barn under 15 år utgör 11,0 %, vuxna 15-64 år 74 %, och äldre över 65 år 13,0 %.
Runt Kuntong är det tätbefolkat, med 849 invånare per kvadratkilometer. Närmaste större samhälle är Si'an, 19,9 km nordväst om Kuntong. I omgivningarna runt Kuntong växer i huvudsak blandskog.
Genomsnittlig årsnederbörd är 1 811 millimeter. Den regnigaste månaden är augusti, med i genomsnitt 274 mm nederbörd, och den torraste är november, med 70 mm nederbörd.